# Hapalodèctids
Els hapalodèctids (Hapalodectidae, 'mossegadors suaus' en llatí) són una família extinta de mamífers euteris mesonics relativament petits (1-8 kg) del Paleocè i Eocè de Nord-amèrica i Àsia. Es diferencien dels mesoníquids, més grossos i més ben coneguts, perquè tenien dents especialitzades per tallar (probablement carn), mentre que les dents d'altres mesonics, com ara Mesonyx o Sinonyx, estan més especialitzades per esclafar ossos.